# Денни, Сэнди
Александра Элен МакЛин Денни (англ. Alexandra Elene MacLean Denny; 6 января 1947 года, Лондон — 21 апреля 1978 года, Уимблдон), известная как Сэнди Денни (Sandy Denny) — британская певица и гитаристка, участница фолк-рок-движения конца 1960-х — начала 1970-х годов, наибольшую известность получившая в группе Fairport Convention. Росту популярности певицы среди любителей хард-рока также способствовал её дуэт с Робертом Плантом в песне «The Battle of Evermore» из альбома Led Zeppelin IV. Дважды, в 1971—1972 годах еженедельник Melody Maker признавал Сэнди Денни лучшей певицей Великобритании.

## Биография
Сэнди Денни родилась 6 января 1947 года в Лондоне (на Кингстон-роуд, в Мертон-парке). С ранних лет она брала уроки игры на фортепиано и вскоре увлеклась фольклором — прежде всего, шотландским: сказалось влияние бабушки, исполнительницы народных песен. Родители её, однако, были решительно против того, чтобы дочь занималась пением. Окончив школу для девочек «Кумб» (англ. Coombe Girls' School, Кингстон-на-Темзе), она поступила на курсы медсестёр в больницу Ройал Бромптон.
На концертную сцену Денни вышла в 1965 году, будучи студенткой Кингстонского колледжа искусств в Лондоне, где в круг её друзей входили Джон Ренбурн и Эрик Клэптон. Проучившись год, она бросила колледж и начала выступать с фолк-репертуаром в пабах и клубах, разъезжая по Англии. В середине 60-х годов её пригласили выступить на BBC, после чего последовало предложение контракта от Saga Records: здесь вышел её дебютный альбом The Original Sandy Denny (1967), в котором помимо народных песен были представлены композиции современных фолк-исполнителей, в том числе Джексона Си Фрэнка, её бойфренда.
В 1967 году Дэйв Казинс, готовивший в те дни дебютный альбом The Strawbs, побывав на концерте певицы в клубе Troubadour (в Эрлс-корте), пригласил её к сотрудничеству. Денни записала с The Strawbs в Копенгагене альбом All Our Own Work (поначалу выпущенный только в Дании): сюда была включена ранняя версия одной из самых известных её песен — «Who Knows Where the Time Goes». Некоторое время спустя её исполнила Джуди Коллинз.

### Fairport Convention
В 1968 году Денни стала вокалисткой Fairport Convention, заменив Джуди Дайбл. Считается[кем?], что именно под её влиянием участники группы приступили к исследованию и интерпретации английского песенного фольклора, отказавшись от подражания американским фолк-образцам. Два альбома группы 1969 года с её участием — What We Did on Our Holidays и Unhalfbricking — считаются «золотой» классикой английского фолк-рока.
После выхода альбома Liege & Lief Денни ушла из Fairport Convention и образовала собственный коллектив Fotheringay, пригласив к участию и своего нового партнёра, австралийского фолк-исполнителя Тревора Лукаса. Выпустив один альбом, группа распалась, и Денни занялась сольной карьерой, регулярно приглашая к студийному сотрудничеству бывших коллег по Fairport Convention. Одними из значимых в её карьере считаются два альбома: The North Star Grassman and the Ravens и Sandy.
В 1973 году Денни вышла замуж за Лукаса и на некоторое время вернулась в Fairport Convention: в альбом Rising for the Moon группа включила несколько её композиций. До этого певица выступила в рок-опере «Томми» (версии Лу Рейзнера) и записала «The Battle of Evermore» с Робертом Плантом. Дважды — в 1970 и 1971 годах — еженедельник Melody Maker ставил её на первое место в категории «Певица года».
Завоевав в Британии популярность, Денни с критичностью относилась к себе и своим музыкальным способностям, пребывая в сомнениях относительно будущего и не зная, какой из двух путей выбрать — фольклорный (как Мэдди Прайор в Steeleye Span) или авторский (по примеру Джони Митчелл). Она, помимо всего прочего, жаждала и коммерческого успеха, к которому — в силу некоторых свойств характера — застенчивости, непредсказуемости, неуверенности в себе — была не подготовлена.
Гастрольный стресс, психологические проблемы, злоупотребление алкоголем стали сказываться на качестве её голоса. После того, как альбомы Like an Old-Fashioned Waltz и Rendezvous были встречены специалистами с прохладцей, Денни решила бросить музыку и посвятить себя обустройству семейного быта, к которому, была неприспособлена. Её характер стал меняться: странным, подчас агрессивным поведением, она оттолкнула от себя не только бывших коллег по группе, но и Тревора Лукаса, который (не оформляя развод официально) забрал дочь и стал жить отдельно.

### Смерть
Сэнди Денни скончалась 21 апреля 1978 года в больнице Аткинсон Морли от кровоизлияния в мозг, через несколько дней после падения с лестницы. Обстоятельства её гибели долгое время оставались невыясненными, потому что друзья предотвратили предание огласке всех фактов, связанных с её образом жизни в последние дни перед трагедией. Полностью история Сэнди Денни была рассказана позже в биографии «No More Sad Refrains» Клинтона Хейлина. Тревор Лукас переехал с дочерью в Австралию. Он умер в 1989 году от сердечной недостаточности.

## Память
После смерти слава Сэнди Денни продолжала расти. В числе тех, кто написал посвящения Сэнди Денни — Марк Олсон (из The Jayhawks — в альбоме 2007 года «The Salvation» есть песня «Sandy Denny»), The Ocean Colour Scene («She’s Been Writing» из альбома «North Atlantic Drift»), Кейт Буш («Blow Away For Bill», «Never for Ever» LP), Фил Лайнотт из Thin Lizzy (инструментальная версия его композиции «A Tribute to Sandy Denny» прозвучала на похоронах певицы).
Песня «Who Knows Where the Time Goes» звучит в двух фильмах: «The Dancer Upstairs» (в исполнении Нины Симон) и «A Walk on the Moon» (Джуди Коллинз). В 2007 году слушатели BBC Radio 2 назвали эту песню лучшей фолк-композицией всех времен.

## Дискография

### Сольные альбомы
- The Original Sandy Denny (1967)
- Sandy Denny (1970)
- The North Star Grassman and The Ravens (1971)
- The Bunch: Rock On (с Томпсоном и Хатчингсом, 1972)
- Sandy (1972)
- Like an Old Fashioned Waltz (1974)
- The BBC Sessions 1971—1973 (1997)
- Gold Dust — Live at the Royalty (May 1998)
- A Boxful of Treasures (бокс-сет раритета[прояснить], 2004)

### The Strawbs
- All Our Own Work (1968)

### Fairport Convention
- What We Did on Our Holidays (1969)
- Unhalfbricking (1969)
- Liege & Lief (1969)
- Rising for the Moon (1975)
- Rendezvous (1977)

### Fotheringay
- Fotheringay (1970)